# Tara (hinduismo)
Tārā es una deví (diosa hindú).

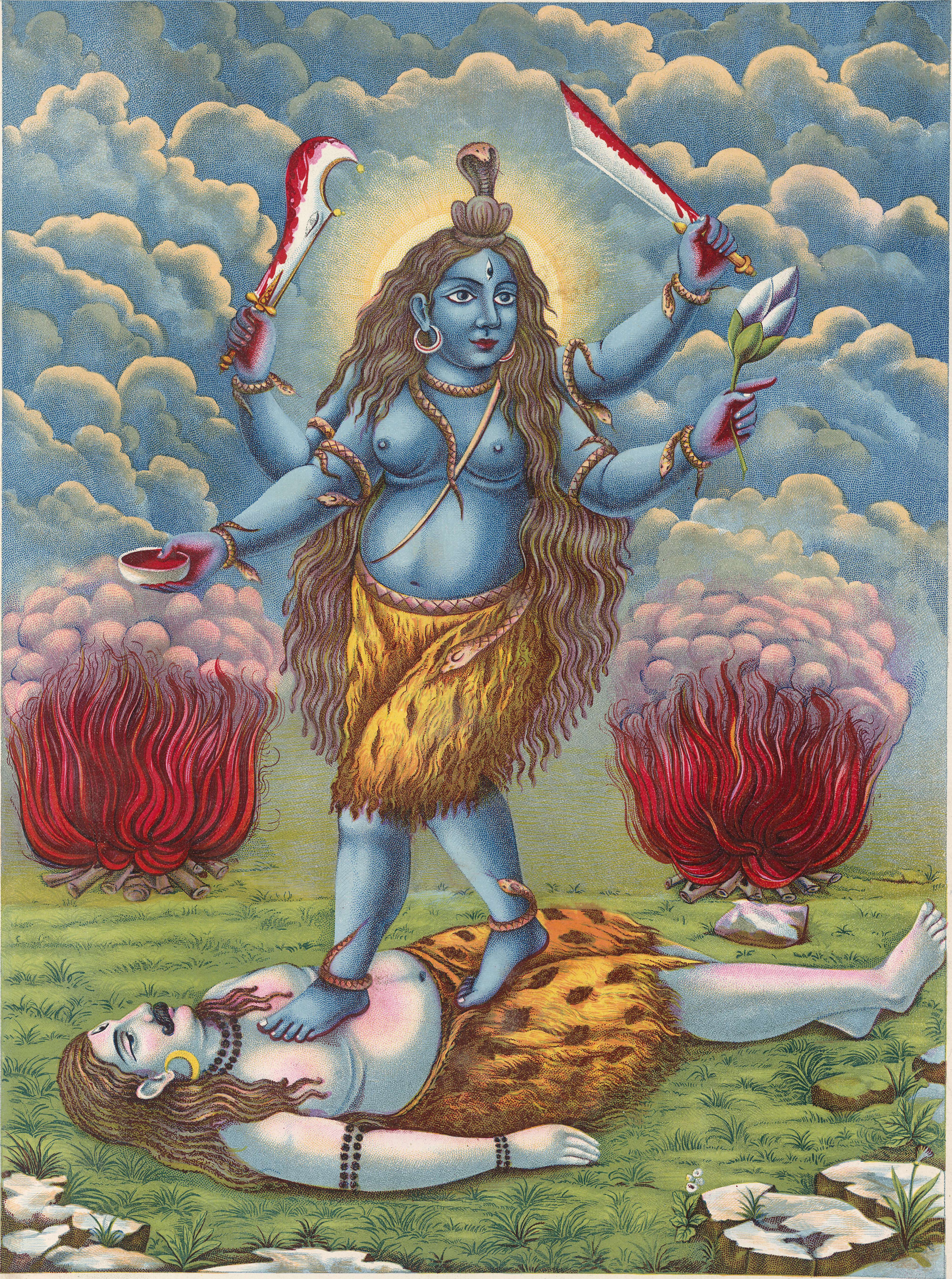
La diosa Tara sostiene un recipiente hecho con un cráneo humano, dos espadas sangrientas y una flor de loto, y está de pie sobre su esposo Shivá. Detrás se ven dos piras funerarias. Generalmente se asocia a la diosa Kali con esta imagen, por lo que las dos diosas son prácticamente indistinguibles. Litografía, hacia 1895. En poder del Museo Británico (Londres).

Es la segunda en el grupo de deidades femeninas llamadas dasha majá vidiá (‘diez grandes sabidurías’).
Los hinduistas consideran que Tārā Devī concede sabiduría, protección y sanación a quienes le rinden culto.
En idioma sánscrito, tārā significa ‘estrella’.
En letra devanagari se escribe तारा.

## Iconografía
Fácilmente puede confundirse la apariencia de Tārā con la diosa Kālī: las dos se representan con piel azul, los pechos desnudos, el pelo enmarañado o suelto, llevando en el cuello un mālā (rosario de oración) hecho con calaveras humanas.
Las dos diosas portan una cabeza humana cortada y una espada.
Los elementos que distinguen a Tārā son un loto azul, unas tijeras que lleva en sus manos y una falda de piel de tigre.

## Tradición
Según la tradición, Tara salvó al dios Shiva del veneno que este bebió para salvar al mundo. La diosa lo convirtió en un bebé, lo tomó en brazos y lo amamantó: la leche materna neutralizó el veneno.

## Mantras
En el Brijad-nila-tantra se explica que Tārā posee siddha vidiá (‘conocimiento [acerca de] milagros’) una sabia hacedora de milagros.
Su mantra en este aspecto es: oṁ hrīṁ strīṁ hūṁ phaṭ
En el Tara-rajasiam se enseña el tara-gáiatri-mantra:
oṁ tārāiai vidmaje
majogrāiai dhīmaji
tanno devī prachodaiāt
En el Tantra-raya-tantra se encuentra el mantra de Tārā, que está asociado al poder sanador de esta deidad: oṁ tāre tuttāre ture swājā.
Este mantra es recitado en Tíbet, donde el culto a Tārā fue introducido alrededor del siglo VII y ella se convirtió en un Buda femenino.